# Fuchs Geh' Voran
«Fuchs Geh' Voran» es un sencillo de la banda alemana de hard rock y heavy metal Scorpions, publicado en 1975 a través de Colorit Records bajo el sobrenombre de The Hunters. El disco consta de dos versiones en alemán de las canciones de la banda británica Sweet, «Fox On The Run» y «Action», tituladas «Fuchs Geh' Voran» y «Wenn Es Richting Losgeht». En 2009, la canción apareció remasterizada por primera vez en el recopilatorio Taken B-Side.

## Composición y grabación
En 1975, Scorpions se alistaba para grabar un nuevo álbum de estudio que resultó ser In Trance. Pero antes necesitaba encontrar un productor discográfico y entre los considerados estaba Dieter Dierks. Antes de llegar a algún acuerdo, Dierks les propuso grabar un sencillo para ver la química de trabajo. Así que escogieron versionar dos canciones de Sweet, pues ellos habían sido teloneros de los británicos en sus conciertos por Alemania en 1974. A pesar de que la música de los británicos no era del agrado de los alemanes, Rudolf Schenker consideraba que tenían algunas buenas canciones.
Por entonces, la industria alemana le entregaba la mitad de las ganancias de la venta del producto a los artistas nacionales si versionaban alguna canción en el idioma alemán. Así que tradujeron las canciones «Fox On The Run» y «Action», que fueron retitulados como «Fuchs Geh' Voran» y «Wenn Es Richting Losgeht». Sin embargo, la canción principal no es una traducción literal sino más bien una reescritura, pues la versión de Scorpions evoca a un zorro cazado por su piel, mientras que en la original de Sweet el zorro es una metáfora para una historia de amor. Tras el buen resultado, Dierks y Scorpions llegaron a un acuerdo que, además, dio paso a una extensa relación de trabajo que duró hasta 1988.

## Lista de canciones
| N.º | Título                    | Escritor(es)                    | Duración |  |
| 1.  | «Fuchs Geh' Voran»        | Scott, Connolly, Priest, Tucker | 3:16     |  |
| 2.  | «Wenn Es Richtig Losgeht» | Scott, Connolly, Priest, Tucker | 3:08     |  |

## Músicos
- Klaus Meine: voz
- Rudolf Schenker: guitarra rítmica
- Uli Jon Roth: guitarra líder
- Francis Buchholz: bajo
- Rudy Lenners: batería